# Équipe des aborigènes d'Australie de rugby à XIII

L'équipe des aborigènes d'Australie de rugby à XIII (connu aussi sous le nom d'Indigenous All Stars ou d'Indigenous Dreamtime team) est une sélection australienne de rugby à XIII regroupant les meilleurs joueurs d'origine aborigène (mais aussi du détroit de Torrès dans le cadre du match des All Stars de la NRL).

## Histoire
En février 1973, est constituée pour la première fois, une équipe des aborigènes pour aller jouer des matchs en Nouvelle-Zélande (7 victoires sur 9 matchs). Au cours des années 1980 et 1990, cette équipe a joué la Pacific Cup. En ouverture de la coupe du monde de rugby à XIII 2008, le 26 octobre 2008, elle a affronté l'équipe des Māori de Nouvelle-Zélande de rugby à XIII et s'est imposée sur le score de 34 à 26. Le 13 février 2010, dans le cadre du match des All stars de la NRL, les Indigenous All Stars (dont l'équipe a été choisie par les supporters) battent les NRL All Stars 16 à 12.

## Le groupe des Indigenous All Stars 2010
- Carl Webb - North Queensland Cowboys
- Cory Paterson - Newcastle Knights
- Greg Bird 2 - Gold Coast Titans
- George Rose - Manly Sea Eagles
- Beau Champion 3 - South Sydney Rabbitohs
- Jamal Idris - Canterbury Bulldogs
- Jamie Soward - St George Illawarra Dragons
- Jharal Yow Yeh * - Brisbane Broncos
- Joel Thompson * - Canberra Raiders
- Johnathan Thurston - North Queensland Cowboys
- Blake Ferguson 1 - Cronulla Sharks
- Nathan Merritt - South Sydney Rabbitohs
- PJ Marsh - Brisbane Broncos
- Preston Campbell [c] - Gold Coast Titans
- Sam Thaiday - Brisbane Broncos
- Scott Prince - Gold Coast Titans
- Tom Learoyd-Lahrs - Canberra Raiders
- Travis Waddell * - Canberra Raiders
- Wendell Sailor - St George Illawarra Dragons
- Yileen Gordon - Canterbury Bulldogs

* Joueurs sélectionnés par Neil Henry et l'ARL Indigenous Council selected players.
1 Justin Hodges blessé et remplacé par Blake Ferguson.
2 Daine Laurie blessé et remplacé par Greg Bird.
3 Greg Inglis blessé et remplacé par Beau Champion.